# Солвенг (град, Калифорния)
Солвенг (на английски: Solvang) е град в окръг Санта Барбара, щата Калифорния, САЩ. Солвенг е с население от 5909 жители (по приблизителна оценка от 2017 г.) и обща площ от 6,4 km². Намира се на 154 m надморска височина. ЗИП кодовете му са 93463 – 93464, а телефонният му код е 805.

## Побратимени градове
- Олбор, Дания